# Antonio Luna
Antonio Narciso Luna de San Pedro y Novicio Ancheta (Manila, 29 de outubro de 1866 - Nueva Ecija, 5 de junho de 1899), foi um general do Exército Filipino na Guerra Filipino-Americana. (1899 - 1904). Luna também foi farmacêutico, cientista, escritor e fundador da primeira Academia Militar das Filipinas.

## Família
O General Antonio Luna nasceu em 29 de outubro de 1866 em Urbiztonto, Binondo, Manila, nas Ilhas Filipinas. Era o mais jovém de 7 filhos de Joaquín Luna e Laureana Novicio, ambos de destacadas famílias de Badoc, Ilocos Norte. Seu irmão maior, é o famoso pintor Juan Luna y Novicio, foi o ganhador de vários prêmios de pintura, inclusive de uma medalha de ouro na Exposição de Madrid em 1881.

## Educação
Depois dos primeiros estudos caseiros de alfabetização, se matriculou na Universidade Municipal de Manila, onde se graduou com o título de bacharel em artes em 1881, com ênfase em literatura e química. Depois, se matriculou na Universidade de Santo Tomás par iniciar o curso de farmácia. Por convite de seu irmão Juan, que estava na Espanha naquele tempo, e foi para Barcelona, para assim completar seus estudos. Obteve sua licenciatura em farmácia pela Universidade de Barcelona em 1888 e em 1890, tornou-se Doutor pela Universidade Central de Madrid.

## Guerra Filipina-Americana
Com o início da guerra, participou em várias batalhas onde observou-se suas táticas superiores e estratégias no campo. Assim foi que o General Emilio Aguinaldo o nomeou Ministro da Guerra em 26 de setembro de 1896 e o deu o cargo de general de brigada.
O General Luna foi assassinado, por tropas do próprio General Aguinaldo, numa emboscada, pois possuia divergências de ideal com estas tropas.